# ZAKA

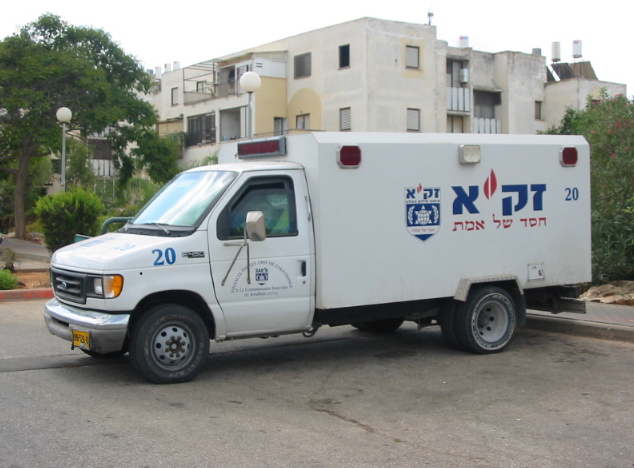
Gepanzerter Rettungswagen von ZAKA

ZAKA, hebräisch זיהוי קרבנות אסון;, (Zihuy Korbanot Ason), abgekürzt זק״א, deutsch: „Identifizierung von Unfallopfern“, ist eine vor allem in Israel tätige und offiziell vom Staat anerkannte ultraorthodoxe Organisation, die nach Unfällen, Terroranschlägen oder Selbstmordattentaten Hilfe leistet und Leichenteile einsammelt. Sie wurde 1989 von Yehuda Meshi Zahav und Rabbi Mosche Eisenbach gegründet.

## Tätigkeit

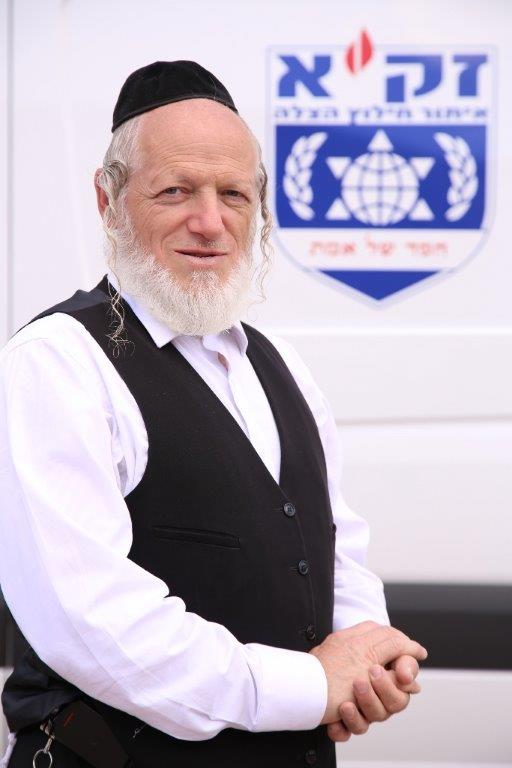
Yehuda Meshi Zahav, Gründer der ZAKA vor dem Logo der Organisation

Die über 1000 ZAKA-Mitglieder, die zumeist orthodoxe Juden sind, unterstützen die Sanitätsmannschaften (auch beim Einsammeln von Körperteilen, die vielleicht noch angenäht werden können), identifizieren die Todesopfer und sammeln, wenn dies notwendig wird, Körperteile und Blut für die Beerdigung auf. Die Freiwilligenorganisation leistet auch Erste Hilfe, hilft bei der Bergung und hilft bei der Suche von Vermissten. Zur Identifizierung werden die einzelnen in Plastiktüten gesammelten Knochenteile beschriftet und zugeordnet.
Die Mitglieder sind ausschließlich verheiratete Männer und benötigen das Einverständnis ihrer Ehefrauen; sie werden erst nach einem intensiven Spezialtraining eingesetzt.

## Geschichte
ZAKA hat erstmals 1989 nach einem Terroranschlag auf einen Bus der Linie 405 menschliche Überreste eingesammelt. Seit 1995 wird sie offiziell von der Regierung anerkannt (wenn auch nicht finanziell unterstützt) und arbeitet seitdem eng mit der Polizei bei der Identifizierung der Opfer zusammen. Inzwischen wird die Organisation auch von der UNO anerkannt und wurde zur Freiwilligenorganisation des Jahres 2001 ausgezeichnet.
ZAKA operiert auch weltweit nach zahlreichen Naturkatastrophen und Terroranschlägen, etwa 2005 in Thailand, Sri Lanka, Indien and Indonesien nach dem Erdbeben im Indischen Ozean 2004, nach dem Erdbeben in Haiti 2010, beim Tōhoku-Erdbeben 2011 mit Tsunami in Japan oder dem Erdbeben in Nepal 2015.
2004 flog eine Gruppe von ZAKA-Mitgliedern einen ausgebrannten Bus nach Den Haag, der am 29. Januar 2004 bei einem Selbstmordanschlag in Jerusalem zerstört wurde. Damit sollte für den Bau der israelischen Sperranlage außerhalb und innerhalb des besetzten Westjordanlands demonstriert werden. Derselbe Bus wurde, zusammen mit den Fotos von 950 Opfern palästinensischer Terrorangriffe, nach Washington geflogen, um dort zum Handeln aufzurufen. Diese Aktion wurde von einigen Opferfamilien heftig kritisiert.

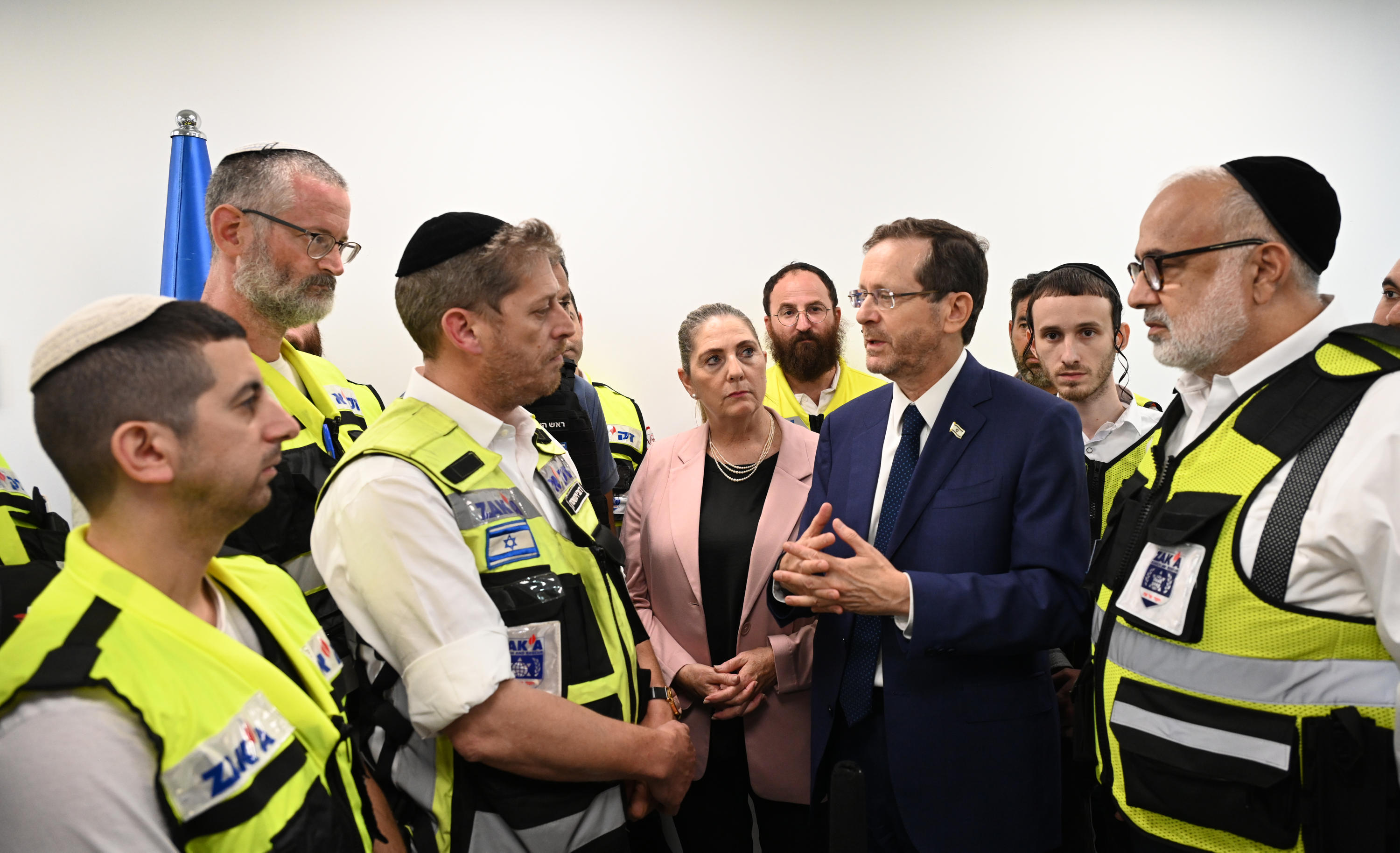
Präsident Jitzchak Herzog im Gespräch mit Mitgliedern des ZAKA nach den Terroranschlägen im Oktober 2023

### Terrorangriff der Hamas auf Israel 2023
ZAKA ist auch nach dem Terrorangriff der Hamas auf Israel am 7. Oktober 2023 mit der Aufgabe befasst, die Leichen und Leichenteile der etwa 1.200 bei den Anschlägen getöteten Menschen zu bergen und zu identifizieren. Weil viele Opfer in ihren Fahrzeugen so weit verbrannt waren, dass kaum oder keine Leichenteile mehr sichergestellt werden konnten, empfahl ZAKA die Beerdigung dieser Fahrzeuge zusammen mit den menschlichen Überresten. Die Feststellungen der ZAKA-Mitarbeiter über das Ausmaß der Tötungen und Folterungen werden protokolliert und sollen in künftigen Gerichtsverfahren Hinweise auf Kriegsverbrechen, Verbrechen gegen die Menschlichkeit und Völkermord liefern. ZAKA wurde im Rahmen der Untersuchung dafür kritisiert, Zahlen und Berichte von Tötungen veröffentlicht zu haben, die in der beschriebenen Form nicht stattfanden.

## Chessed schel Emet
Die Gründer und Mitglieder bevorzugen es, wenn ihre Arbeit als hebräisch חסד של אמת Chessed schel Emet, deutsch ‚Güte der Wahrheit‘, etwa „wahre Nächstenliebe“, bezeichnet wird. Ihr „Dienst am Nächsten“ ist getöteten Juden gewidmet, damit deren sterbliche Überreste im Sinne der Halacha, dem rechtlichen Teil der Überlieferung des Judentums, einem Teil des Talmuds, beerdigt werden können und nichts unbeerdigt bleibt, wie es verlangt ist.
Dieser „wahre Liebesdienst“ wird geleistet, ohne dass ein Dank von den Toten erbracht werden könnte. Andere ZAKA-Einheiten bestehen aus Drusen, Muslimen oder Beduinen, um in deren Gemeinden Toten eine ehrenvolle Behandlung zukommen zu lassen oder am Schabbat Dienst zu tun. Juden können gemäß פִּקּוּחַ נֶפֶשׁ Pikuach Nefesch den Schabbat unterbrechen, um Gefahr von Leib und Leben abzuwenden oder Leben zu retten, dies gilt jedoch nicht für Dienste an Toten. In diesen Fällen kommen dann ZAKA-Mitglieder anderer Konfessionen zum Einsatz.

## Öffentlichkeit und Anerkennung
Die Freiwilligen sind leicht durch ihre leuchtenden gelben Westen mit der Aufschrift ZAKA kenntlich, oft sind sie, durch Mobiltelefone, Funk und Pieper von den Anschlägen verständigt, die ersten, die am Unfallort ankommen, und die letzten, die ihn verlassen. Dadurch sind sie auch den Fernsehzuschauern im Westen bekannt. Einige Journalisten nutzen sie auch als Quelle, um mehr über die Anschläge zu erfahren.
Der deutsche Bundespräsident Horst Köhler wurde im April 2005 erstes deutsches Ehrenmitglied bei ZAKA.

## Sondergruppe Kohanim
Der Tempelberg darf nicht durch Tote entweiht werden. Als im Juli 2017 zwei israelische Polizisten auf dem Tempelberg getötet worden waren, mussten sie wegtransportiert werden, Juden ist das Betreten des Tempelbergs jedoch verboten. Dies ist den Kohanim (Mitgliedern der jüdischen Priesterschaft) vorbehalten. Diese wiederum dürfen jedoch keine Toten berühren bzw. sich ihnen nicht einmal nähern. Der Rabbinerrat der ZAKA entschied in diesem religiösen Konflikt, dass die Wiederherstellung der Heiligkeit des Tempelbergs Priorität hat und eine Sondergruppe von Kohanim den Tempelberg betreten und die Leichen abtransportieren darf. Dies war mit Auflagen verbunden. So sollten die Kohanim keine Schuhe tragen, keine langen Haare haben und sie mussten zuvor und danach eine Mikwe, das rituelle Tauchbad, aufsuchen.